# Distrito de Kavajë
El distrito de Kavajë (en albanés: Rrethi i Kavajës) era uno de los 36 distritos de Albania. Con una población de 105,000 (2004) y un área de 393 km², estaba ubicado al oeste del país, siendo su capital Kavajë.